# WEC 53
WEC 53: Henderson vs. Pettis foi um evento de MMA ocorrido dia 16 de dezembro de 2010 no Jobing.com Arena em Glendale, Arizona. O último do WEC antes da fusão com o UFC.

## Background
O evento principal foi entre Anthony Pettis e Ben Henderson pelo cinturão dos Peso Leve. O vencedor dessa luta enfrentaria o vencedor de Edgar/Maynard no UFC 125. No entanto a luta do UFC 125 acabou empatada e então precisaria de uma nova luta. Pettis venceu a luta e decidiu não esperar o vencedor da renvanche e enfrentou Clay Guida no The Ultimate Fighter: Team Lesnar vs. Team Dos Santos Finale, Pettis perdeu por decisão unânime.

O título dos Peso Galo também estava em jogo no evento, a luta seria entre Dominick Cruz e Scott Jorgensen, o vencedor do combate seria nominado o primeiro campeão Peso Galo do UFC.

O evento foi escolhido como o melhor do ano de 2010 pelo site Sherdog.com.